# Maria Krische
Maria Krische geborene Reineke (* 17. April 1880 in Köln; † 3. Juli 1945 in Neustrelitz) war eine deutsche Lehrerin, Publizistin und Sexualreformerin.

## Leben und Werk
Maria Krische wurde am 17. April 1880 unter ihrem Geburtsnamen Reineke in Köln geboren. Ihr Vater arbeitete als Postassistent, verstarb allerdings früh, woraufhin die Mutter sich und ihre Tochter als Näherin durchbringen musste. Maria Reineke verbrachte in der Folge einen Teil ihrer Kindheit und Jugend bei Verwandten im Raum Göttingen.
Maria Reineke ließ sich ab 1897 an der Lehrerinnen-Bildungsanstalt in Köln zur Volkshochschullehrerin ausbilden und unterrichtete ab 1900 zunächst an einer Privattöchterschule in Driesen (heute Drezdenko, Polen) in der Neumark. 1904 ging sie mit dem Göttinger Soziologen, Freidenker und Naturwissenschaftler Paul Krische (1878–1956) die Ehe ein und wurde Mutter zweier Söhne. Als junge Mutter musste Maria Krische ihre Erwerbstätigkeit unterbrechen und kehrte erst 1914 in ihren Beruf zurück.
Kurz nach der Eheschließung zog das Ehepaar Krische nach Köslin (heute Koszalin, Polen) in Pommern, ließ sich jedoch 1906 in Berlin nieder. Hier engagierte sich Maria Krische ähnlich wie ihr Mann in der Freireligiösen Gemeinde. 1917 stellte sie beim Preußischen Schulministerium einen Antrag, nach dem für konfessionell ungebundene Kinder statt des üblichen Religionsunterrichts ein überreligiöser Moralunterricht (Lebenskunde) angeboten werden solle. Dem Antrag wurde aber erst nach dem Ersten Weltkrieg stattgegeben.
Maria Krische lernte um 1915 den Berliner Arzt und Sexualwissenschaftler Magnus Hirschfeld (1868–1935) kennen, und zwischen den beiden entwickelte sich eine tiefe Freundschaft. 1920 trat Maria Krische in die Ärztliche Gesellschaft für Sexualwissenschaft und Eugenik ein, und wie ihr Mann gehörte sie einige Jahre später dem Arbeitsausschuss der Weltliga für Sexualreform (WLSR) an. Gemeinsam mit anderen organisierten Maria und Paul Krische den Kopenhagener Kongress der Vereinigung, der vom 1. bis zum 5. Juli 1928 stattfand, und zusammen mit Magnus Hirschfeld gab Maria Krische 1929/30 auch die populärwissenschaftliche Monatsschrift „Die Aufklärung“ heraus.
Maria Krische stand wie ihr Mann der SPD nahe, sie engagierte sich zusammen mit ihm im Bund für Mutterschutz (BfM) und wurde in der Freikörperkulturbewegung aktiv. Nach der Machtübergabe an die Nationalsozialisten zog sich das Ehepaar weitgehend aus der Öffentlichkeit zurück. Von einem ursprünglich auf fünf Bände angelegten Werk Paul und Maria Krisches unter dem Titel „Der Schicksalsweg der Frau“ konnte deshalb nur der erste Band (1927) erscheinen.
Zur Zeit des Zweiten Weltkriegs erkrankte Maria Krische an Anämie und Dysenterie (Ruhr). Sie starb am 3. Juli 1945 im Krankenhaus von Neustrelitz und wurde auf dem dortigen Parkfriedhof beigesetzt. Ihr Mann Paul Krische wurde 1956 auf dem (West-)Berliner Waldfriedhof in Zehlendorf bestattet.

## Nachlass
Ein Teilnachlass von Maria und Paul Krische, darunter zahlreiche Tage-, Jahres- und Erinnerungsbücher sowie etliche Unterlagen zur Familiengeschichte und vier Kästen mit Fotografien, wird heute von der Magnus-Hirschfeld-Gesellschaft (MHG) in Berlin aufbewahrt.

## Veröffentlichungen (Auswahl)
- Die sexuelle Frage in der Erziehung. Berlin: A. Hoffmann 1921.
- Religion und Geschlechtlichkeit. Leipzig: Verlagsanstalt für proletarische Freidenker 1925.
- [Unter der Herausgeberschaft von Paul Krische:] Das Rätsel der Mutterrechtsgesellschaft. Eine Studie über die Frühepoche der Leistung und Stellung des Weibes. Unter Mitarbeit von Maria Krische. München: Georg Müller 1927.
- Das Freidenkertum und die Frauen. Berlin: Deutscher Freidenker-Verband 1932.

## Weiterführende Literatur
- Hans Bergemann, Ralf Dose und Marita Keilson-Lauritz Hrsg. (2019): Magnus Hirschfelds Exil-Gästebuch. Unter Mitarbeit von Kevin Dubout. Leipzig, Berlin: Hentrich & Hentrich, S. 215.
- Ralf Dose (1991): Aufklärungen über die „Aufklärung“. Ein Werkstattbericht. In: Mitteilungen der Magnus-Hirschfeld-Gesellschaft Nr. 15, S. 31–43.
- Richard Kühl (2009): Maria Krische (1880–1945) und Paul Krische (1878–1956) in: Sigusch, Volkmar und Günter Grau (Hrsg.): Personenlexikon der Sexualforschung. Frankfurt am Main, New York: Campus, S. 392–397.